# Circle of Life
Circle of Life (nella versione in italiano Il cerchio della vita interpretata da Ivana Spagna) è una canzone estratta dalla colonna sonora del film d'animazione del 1994 Il re leone, composta da Elton John (musiche) e Tim Rice (testi). Fu cantata dall'attrice Carmen Twillie nella versione che fu inserita nel film come canzone di apertura; Elton John ne fece una versione pop che fu inclusa nella colonna sonora del film, e della quale fu fatto un video. 
Ricevette una nomination all'Oscar come miglior canzone nel 1995 insieme ad altre due canzoni tratte dal film, Hakuna Matata e Can You Feel the Love Tonight; quest'ultima vinse la statuetta.
La parte iniziale della canzone è cantata in lingua zulu.
La canzone viene riproposta durante gli eventi che comprendono anche il personaggio del Re Leone nei parchi a tema Disney.

## Il re leone
Il sole sorge mentre inizia il canto iniziale della canzone, e l'attenzione di tutti gli animali sembra attirata da un'unica cosa. La prima strofa della canzone inizia mentre una giraffa e il suo cucciolo vengono fuori alla luce del sole. La giraffa nota un branco di animali in lontananza e corre per unirsi a loro.
Sul finire della prima strofa, all'inizio del ritornello, l'inquadratura passa sopra branchi di animali per arrivare a mostrare un'alta rupe; l'uccello Zazu vi atterra e si inchina di fronte a Re Mufasa.
Arriva il mandrillo Rafiki, mentre la compagna di Mufasa, Sarabi, custodisce un giovane Simba. Rafiki lo unge e lo benedice, poi lo solleva mostrandolo agli animali radunati più in basso. Questi saltano, pestano le zampe e urlano come segno di gioia. Verso la fine della canzone, gli animali si inchinano. L'inquadratura si allontana dalla rupe, e sugli ultimi colpi di tamburo compare il titolo - Il re leone.
Il ritornello della canzone verrà ripreso alla fine del film.

## Pubblicazioni
Nella colonna sonora del film è presente sia la versione originale che quella cantata da Elton John; quest'ultima versione, oltre che nel singolo, è presente anche nella sua compilation del 1995 intitolata Love Songs.
Nel 2003, la Disney ha prodotto una versione remixata della canzone, cantata dal Disney Channel Circle of Stars, che fu inclusa nel cd Rhytm of the Pride Lands, e il cui video fu inserito nei contenuti speciali dell'edizione Platinum del DVD del film.
La versione italiana della canzone (Il cerchio della vita) è stata interpretata da Ivana Spagna e incisa nell'album Siamo in due (1995) e Il cerchio della vita (2009). Nel dicembre 2012, in occasione del concerto di Natale Valerio Scanu and so this is Christmas, la cantante ha cantato Il cerchio della vita in duetto con Valerio Scanu. Tale versione è contenuta nel cofanetto CD con DVD Valerio Scanu Live in Roma. Il testo della versione italiana è di Michele Centonze.. La cantante reinterpreta il brano nella serata cover del Festival di Sanremo 2024 duettando assieme a Clara, concorrente in gara.

## Classifiche
| Classifica (1994-95)             | Posizione più alta |
| -------------------------------- | ------------------ |
| Official Singles Chart           | 11                 |
| Paesi Bassi (Top 40)             | 5                  |
| Paesi Bassi (GfK)                | 7                  |
| Austria                          | 30                 |
| Germania                         | 10                 |
| Irlanda                          | 9                  |
| Italia (versione italiana)       | 5                  |
| Nuova Zelanda                    | 13                 |
| Svezia                           | 3                  |
| Svizzera                         | 2                  |
| US Billboard Pop Singles         | 18                 |
| US Hot Adult Contemporary Tracks | 2                  |

## Citazioni
- Nell'episodio 110 di South Park, la canzone è parodiata da Mr. Hankey, un escremento animato, che canta a suo figlio che lui è importante come qualunque altra cosa, perché anche lui è parte del "ciclo della cacca".

- Nella canzone Ringo Starr dei Pinguini Tattici Nucleari vengono citati sia il brano in italiano Il cerchio della vita che alcuni personaggi del film.